# Parepilysta mindoroensis
Parepilysta mindoroensis là một loài bọ cánh cứng trong họ Cerambycidae.